# Silberente

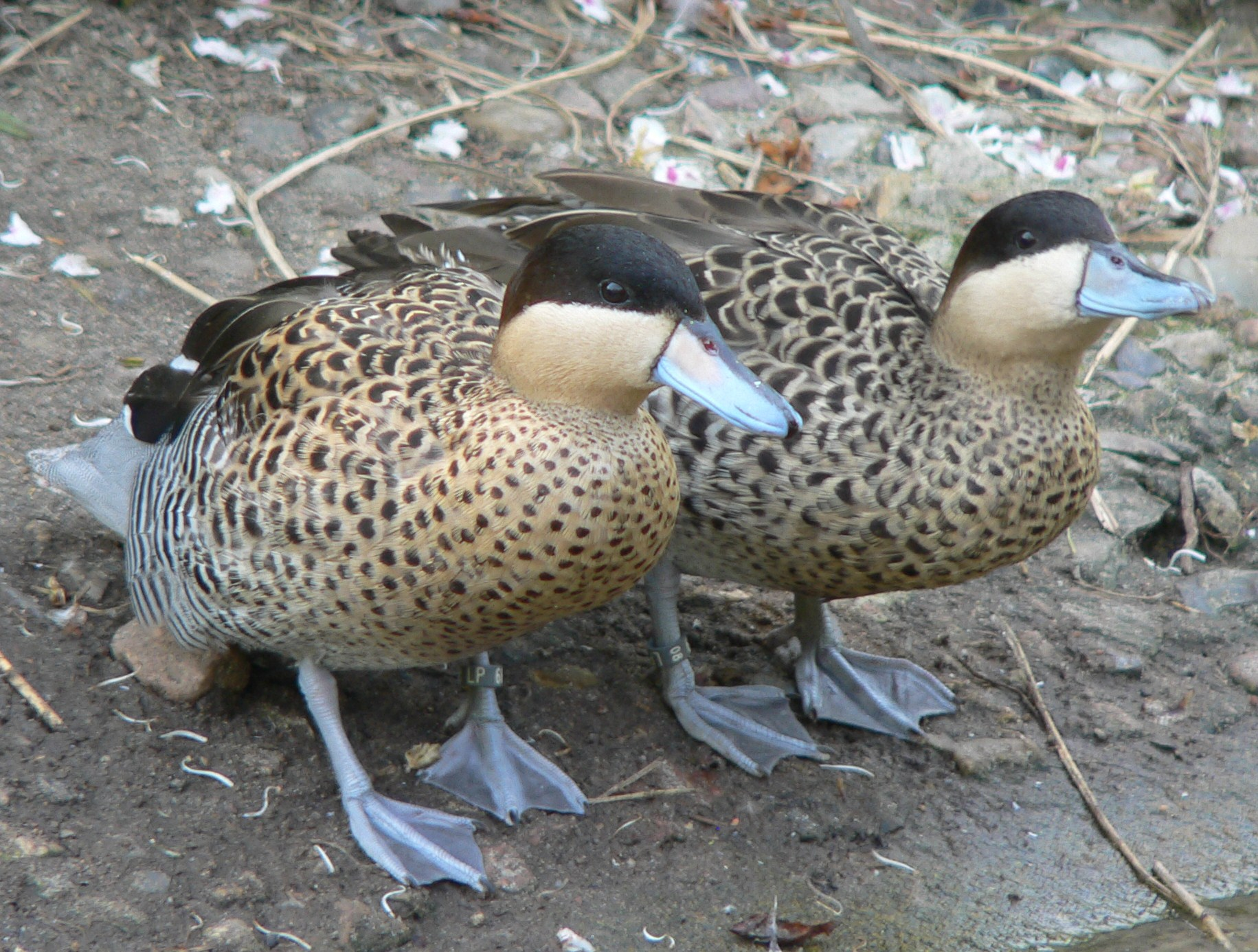

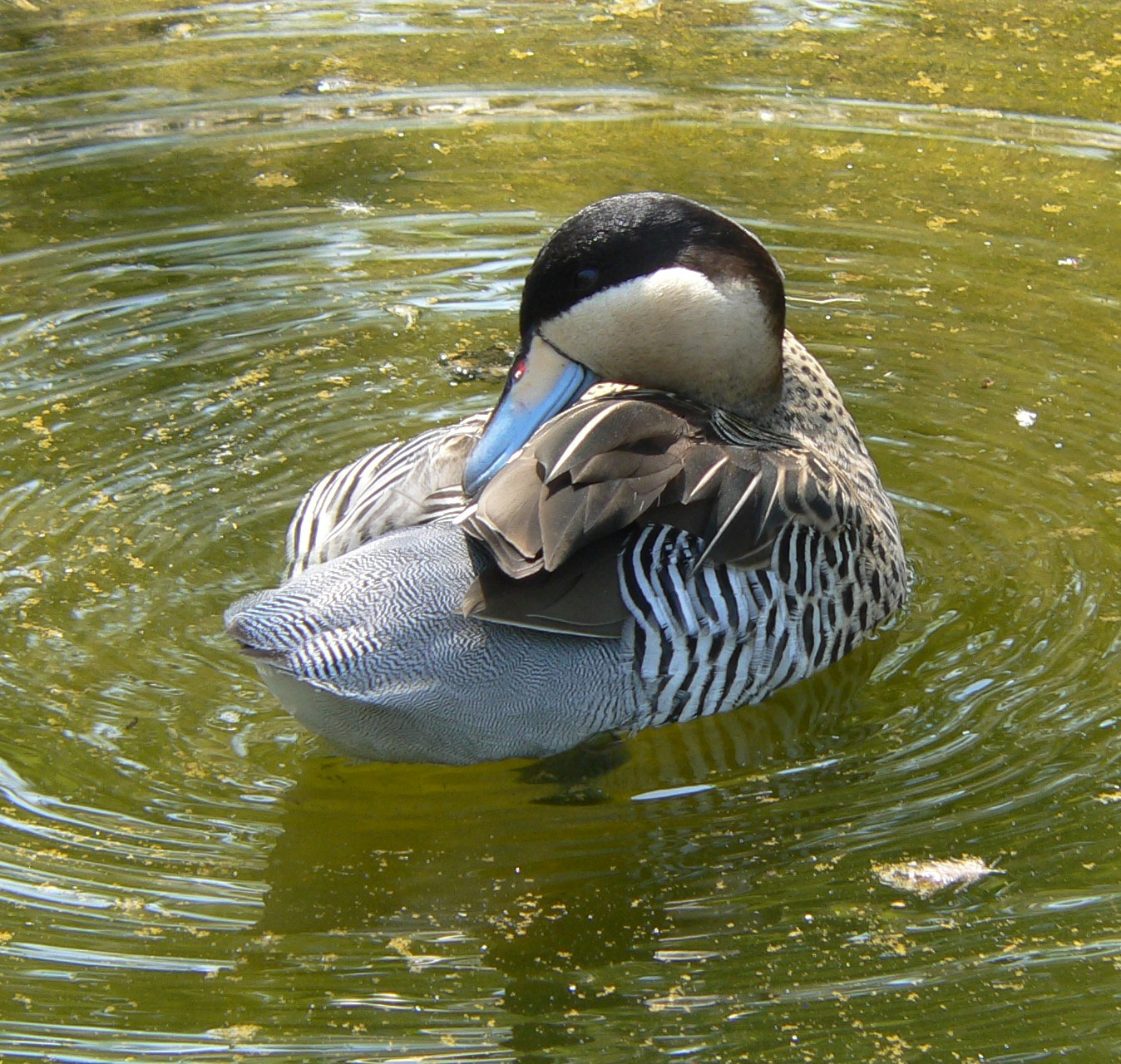

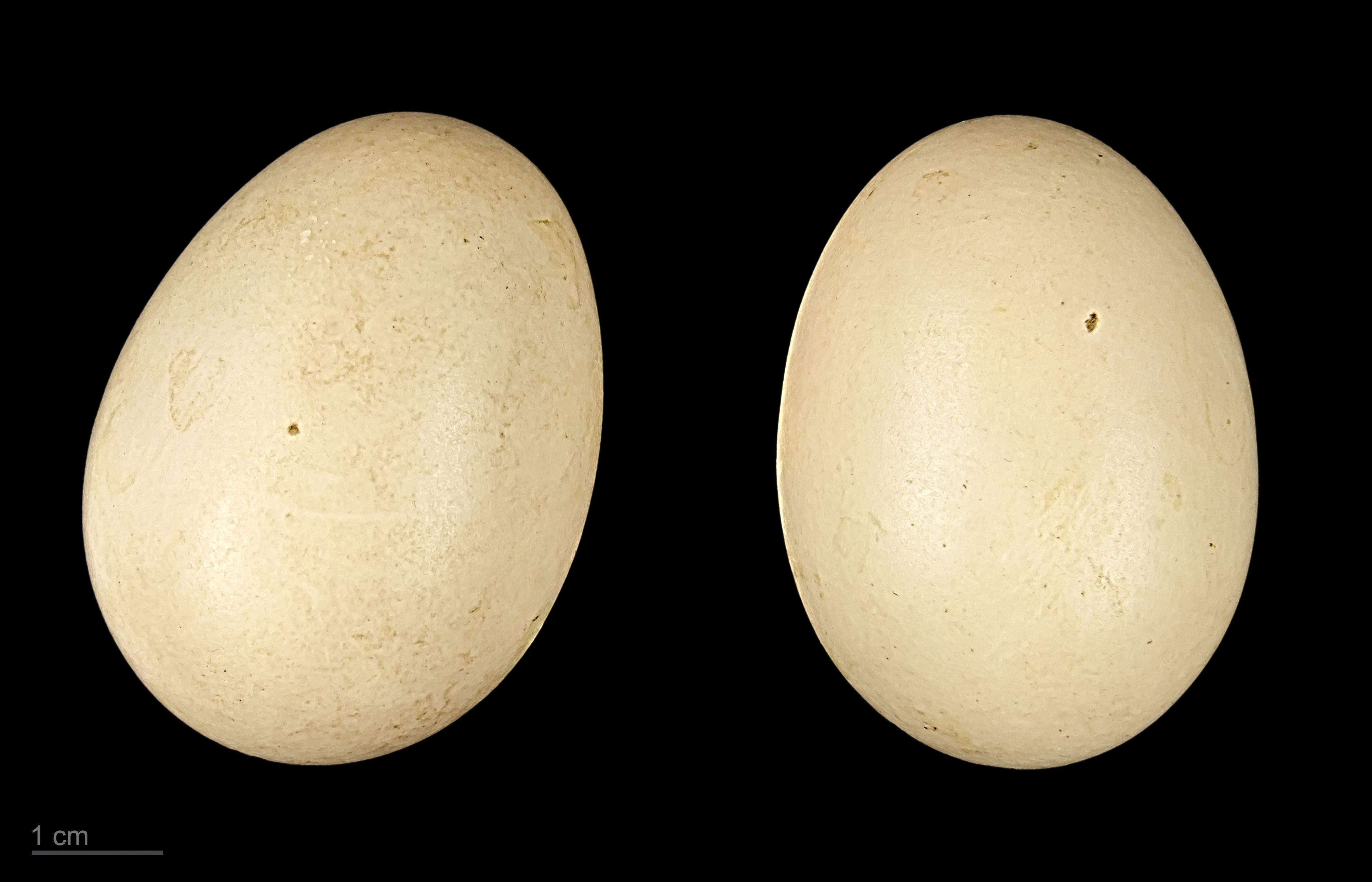
Anas versicolor

Die Silberente (Spatula versicolor, Syn.: Anas versicolor), die wegen ihrer Schnabelfärbung gelegentlich auch Versicolorente oder Buntschnabelente genannt wird, ist eine Art der Familie der Entenvögel. Es ist eine kleine Ente mit einem dunklen Oberkopf und einer bräunlich-beigen Gesichtsfärbung und bräunlich-beigem Vorderhals. Sie ist heimisch in der südlichen Hälfte Südamerikas und kommt auch auf den Falklandinseln vor.

## Erscheinungsbild
Anders als bei vielen Arten der Familie der Entenvögel ist der Geschlechtsdimorphismus bei der Silberente nur gering ausgeprägt. Männliche Silberenten sind mit durchschnittlich etwa 440 Gramm Gewicht etwas schwerer und größer als die Weibchen, die durchschnittlich etwa 370 Gramm wiegen. Die Körpergröße dieser Ente variiert zwischen 38 und 45 Zentimetern. Beide Geschlechter haben eine dunkel schokoladenbraune Kopfplatte, wobei beim Weibchen die farbliche Absetzung zum Unterkopf etwas weniger stark ausgeprägt ist.
An den Körperflanken haben die Enten eine breite schwarze und weiße Querbänderung. Die Körperoberseite ist golden ockerfarben gefiedert.
Die dunkle Kopfplatte zeigen bereits die Küken in ihrem Dunenkleid. Sie ist ebenso wie die Körperoberseite sowie ein kurzer Augenstreif schwarzbraun gefärbt. Die übrige Dunenkleidfärbung ist ein silbriges Weiß. Füße und Schnabel sind dunkelgrau. Jungvögel sind insgesamt etwas matter als die adulten Silberenten gefärbt. Ihr Oberkopf ist außerdem etwas bräunlicher.
Auf Grund der auffallenden und charakteristischen Kopffärbung kann die Silberente innerhalb ihres Verbreitungsgebietes mit keiner anderen Entenart verwechselt werden.

## Lebensraum und Nahrung

Verbreitungsgebiet der Silberente

Silberenten halten sich während ihrer Brutzeit überwiegend an flachen Teichen, Seen und in Sumpfwiesen der offenen Graslandschaften auf. Sie sind besonders häufig in den von intensiver Weidewirtschaft geprägten Regionen auf den Falklandinseln sowie in der Umgebung von Buenos Aires zu beobachten. Außerhalb der Brutzeit kann die Silberente auch in kleinen Schwärmen beobachtet werden. Sie ist häufig mit Enten aus der Gattung der Eigentlichen Enten (Anas) vergesellschaftet.
Die Nahrungsaufnahme der Silberenten erfolgt gründelnd und seihend. Sie leben überwiegend von Samen und Grünteilen von Wasser- und Sumpfpflanzen.

## Fortpflanzung
In Südamerika fällt die Brutzeit in die Zeit zwischen Oktober und November. Die Nester werden im hohen Gras im Uferbereich gebaut. Das Weibchen bebrütet die sieben bis zehn Eier etwa 24 bis 26 Tage.

## Unterarten
Innerhalb der Art der Silberente werden zwei Unterarten unterschieden:
- Spatula versicolor versicolor (Vieillot, 1816)[3] ist die Nominatform und kommt im Norden des Verbreitungsgebietes vor.
- Spatula versicolor fretensis (King, PP, 1831)[4] ist im Süden Chiles, im Süden Argentiniens und auf den Falklandinseln verbreitet. Die Unterart ist etwas größer als die Nominatform und insgesamt etwas dunkler gefärbt.

Früher wurde auch die Punaente als Unterart der Silberente eingeordnet. Heute wird sie überwiegend als eigenständige Art angesehen.

## Etymologie und Forschungsgeschichte
Die Erstbeschreibung der Silberente erfolgte 1816 durch Louis Pierre Vieillot unter dem Namen Anas versicolor. Vieillot bezog sich auf den Trivialnamen Pato del pico de tres colores den Félix de Azara 1805 in seinem Werk Apuntamientos para la historia natural de los páxaros del Paragüay y Rio de la Plata verwendete. Als Verbreitungsgebiet gab er Paraguay an. 1822 führte Friedrich Boie die für die Wissenschaft neue Gattung Spatula für die Zimtente ein. Dieser Begriff hat seinen Ursprung in σπαθη spathē bzw. lateinisch spatula, spatha ‚Löffel, Spatel‘. Der Artname versicolor ist ein Wortgebilde aus lateinisch vertere ‚wechseln‘ und lateinisch color, coloris ‚Farbe‘ ab. Fretensis stammt sich von lateinisch fretensis, fretum ‚aus der Meerenge, Meerenge, Sund‘ ab. Alfred Laubmann sah in seinem Werk Die Vögel von Paraguay für das Land nur einen Nachweis in der Literatur für Fortin Donovan am Río Pilcomayo durch John Graham Kerr. Ihm selbst lag kein Balg zur Analyse vor.

## Belege

### Einzelbelege
1. ↑   Shirihai, S. 247
2. ↑  Shirihai, S. 248
3. 1 2  Louis Pierre Vieillot (1816), S. 109.
4. ↑  Phillip Parker King (1831), S. 15.
5. ↑  Félix de Azara (1805), S. 450–452.
6. ↑  Friedrich Boie (1822), S. 564.
7. ↑  Spatula The Key to Scientific Names Edited by James A. Jobling
8. ↑  versicolor The Key to Scientific Names Edited by James A. Jobling
9. ↑  fretensis The Key to Scientific Names Edited by James A. Jobling
10. ↑  John Graham Kerr (1898), S. 146.
11. ↑  Alfred Laubmann (1939), S. 70.